# Henri-Marie-Gaston Boisnormand de Bonnechose
Henri-Marie-Gaston Boisnormand de Bonnechose (Parigi, 30 maggio 1800 – Rouen, 28 ottobre 1883) è stato un cardinale e arcivescovo cattolico francese.

## Biografia
Nacque a Parigi il 30 maggio 1800, da madre olandese e padre francese. Cresciuto nel protestantesimo all'età di 18 anni si convertì al cattolicesimo e fu battezzato sub conditionem il 13 settembre 1819.
Compiuti gli studi entrò nella magistratura francese come sostituto procuratore a Les Andelys ed a Rouen. Ebbe successivamente numerosi incarichi presso diverse procure finché, su consiglio dell'arcivescovo di Besançon, ultima città in cui prestò l'opera di avvocato generale dello Stato, Louis-François-Auguste de Rohan-Chabot, entrò in seminario e venne ordinato prete il 21 dicembre 1883 a Strasburgo. Fu poi predicatore, professore di eloquenza sacra, missionario apostolico. Si trasferì quindi a Roma, ove fu rettore della chiesa reale di San Luigi dei Francesi dal 1844 al 1847.
Nel gennaio 1848 fu eletto vescovo di Carcassonne. Nel 1852 divenne assistente al Soglio pontificio e nel 1855 fu trasferito presso la sede di Évreux. Il 18 marzo 1858 divenne arcivescovo metropolita di Rouen e Primate di Normandia. Fu lui a sovrintendere alla traslazione delle reliquie di sant'Evodio dalla chiesa del forte di Braine alla cattedrale di Rouen.

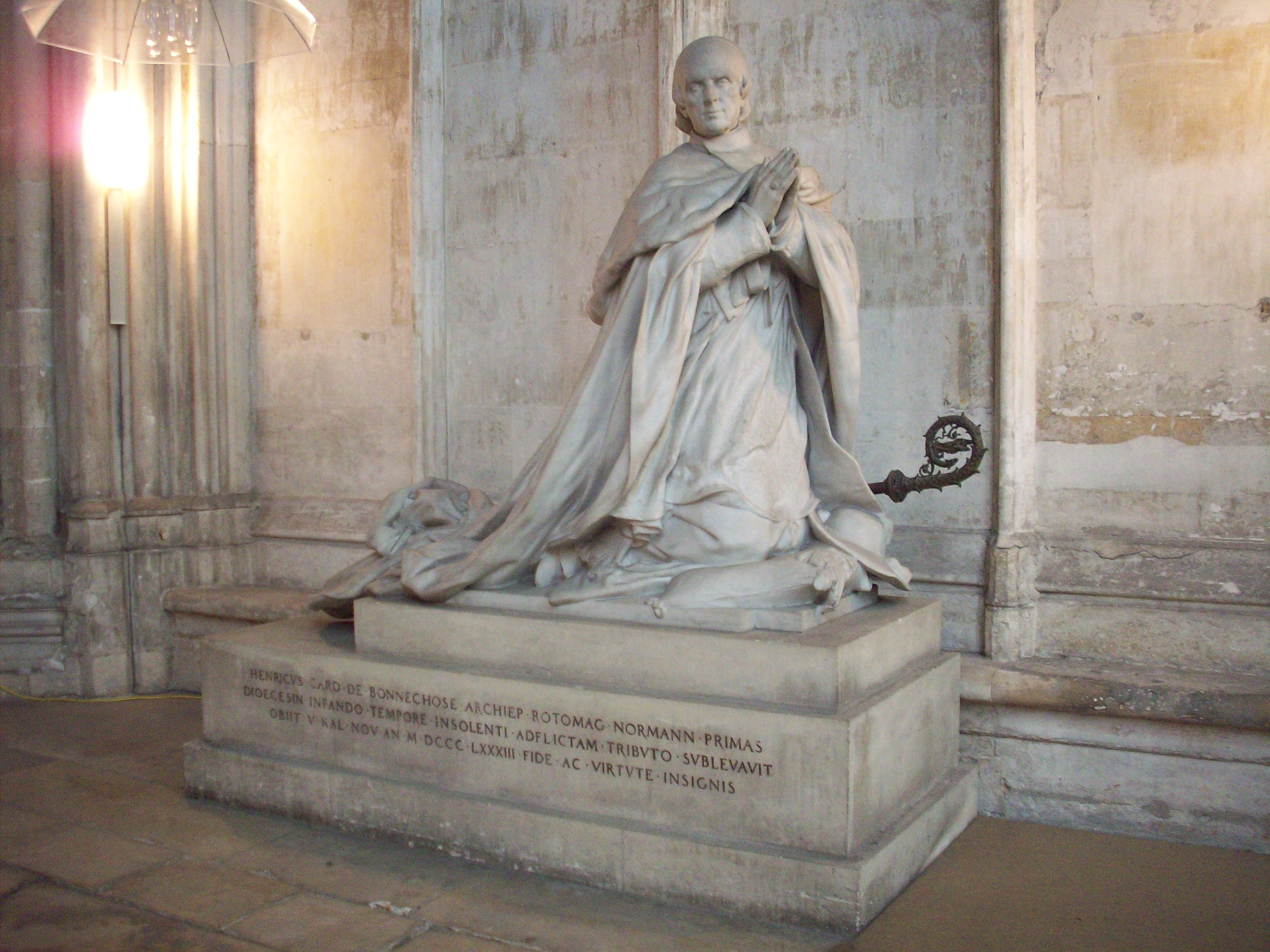
Tomba del cardinale Henri-Marie-Gaston Boisnormand de Bonnechose

Papa Pio IX lo elevò al rango di cardinale nel concistoro dell'11 dicembre 1863, assegnandogli il titolo di cardinale presbitero di San Clemente. Partecipò al Concilio Vaticano I ed al conclave del 1878, che elesse papa Leone XIII.
Morì il 28 ottobre 1883 all'età di 83 anni.

## Genealogia episcopale e successione apostolica
La genealogia episcopale è:
- Cardinale Scipione Rebiba
- Cardinale Giulio Antonio Santori
- Cardinale Girolamo Bernerio, O.P.
- Arcivescovo Galeazzo Sanvitale
- Cardinale Ludovico Ludovisi
- Cardinale Luigi Caetani
- Cardinale Ulderico Carpegna
- Cardinale Paluzzo Paluzzi Altieri degli Albertoni
- Papa Benedetto XIII
- Papa Benedetto XIV
- Papa Clemente XIII
- Cardinale Marcantonio Colonna
- Cardinale Giacinto Sigismondo Gerdil, B.
- Cardinale Giulio Maria della Somaglia
- Cardinale Giacinto Placido Zurla, O.S.B.Cam.
- Cardinale Antonio Francesco Orioli, O.F.M.Conv.
- Cardinale Henri-Marie-Gaston Boisnormand de Bonnechose

La successione apostolica è:
- Vescovo Félix-Clair Ridel, M.E.P. (1870)
- Vescovo Léopold-René Leséleuc de Kerouara (1873)
- Vescovo Abel-Anastase Germain (1876)
- Arcivescovo François-Edouard Hasley (1878)
- Vescovo Paul-Félix-Arséne Billard (1881)